# Amblycorypha rotundifolia
Amblycorypha rotundifolia är en insektsart som först beskrevs av Scudder, S.H. 1862.  Amblycorypha rotundifolia ingår i släktet Amblycorypha och familjen vårtbitare. Inga underarter finns listade i Catalogue of Life.